# NGC 5016
NGC 5016 (другие обозначения — UGC 8279, IRAS13096+2421, MCG 4-31-13, KARA 575, ZWG 130.19, KUG 1309+243, PGC 45836) — галактика в созвездии Волос Вероники.
На изображениях галактики как в оптическом, так и в инфракрасном диапазоне можно видеть фрагментированные спиральные рукава и слабый бар. Также заметны пылевые полосы. Морфологический тип галактики — SAB(rs)c, показатель цвета B−V соответствует подтипам bc или c. Бар не заметен на карте лучевых скоростей галактики.
Этот объект входит в число перечисленных в оригинальной редакции «Нового общего каталога».